# Abierto Mexicano Telcel 2020
Mexican Open 2020 (alson відомий як Abierto Mexicano Telcel presentado por HSBC за назвою спонсора) — професійний тенісний турнір, що проходив на відкритих кортах з твердим покриттям Princess Mundo Imperial в Акапулько (Мексика). Це був 27-й за ліком Mexican Open серед чоловіків і 20-й - серед жінок. Належав до Туру ATP 2020 і Туру WTA 2020. Тривав з 24 до 29 лютого 2020 року.

## Розподіл очок
| Дисципліна                 | П   | Ф   | ПФ  | ЧФ | 1/8 | 1/16 | Q   | Q2  | Q1  |
| Одиночний розряд, чоловіки | 500 | 300 | 180 | 90 | 45  | 0    | 20  | 10  | 0   |
| Парний розряд, чоловіки    | 500 | 300 | 180 | 90 | 0   | Н/Д  | 45  | 25  | 0   |
| Одиночний розряд, жінки    | 280 | 180 | 110 | 60 | 30  | 1    | 18  | 12  | 1   |
| Парний розряд, жінки       | 280 | 180 | 110 | 60 | 1   | Н/Д  | Н/Д | Н/Д | Н/Д |

## Учасники основної сітки в рамках чоловічого турніру

### Сіяні пари
| Країна    | Гравець             | Рейтинг1 | Сіяний |
| --------- | ------------------- | -------- | ------ |
| Іспанія   | Рафаель Надаль      | 2        | 1      |
| Німеччина | Александр Зверєв    | 7        | 2      |
| Швейцарія | Стен Вавринка       | 16       | 3      |
| Канада    | Фелікс Оже-Аліассім | 18       | 4      |
| США       | Джон Ізнер          | 19       | 5      |
| Австралія | Нік Киріос          | 21       | 6      |
| Болгарія  | Григор Димитров     | 22       | 7      |
| Сербія    | Душан Лайович       | 23       | 8      |

- 1 Рейтинг подано станом на 17 лютого 2020.

### Інші учасники
Нижче наведено учасників, які отримали вайлд-кард на участь в основній сітці:
- Gerardo López Villaseñor
- Cameron Norrie
- Міша Зверєв

Учасниці, що потрапили в основну сітку, використавши захищений рейтинг:
- Маккензі Макдоналд

Учасники, що потрапили до основної сітки як особливий виняток:
- Pedro Martínez

Нижче наведено гравців, які пробились в основну сітку через стадію кваліфікації:
- Дамір Джумгур
- Маркос Гірон
- Jason Jung
- Tommy Paul

Такі тенісисти потрапили в основну сітку як Щасливі лузери:
- Алекс Болт
- Таро Даніель

### Знялись з турніру
До початку турніру
- Кевін Андерсон → його замінив  Kwon Soon-woo
- Маттео Берреттіні → його замінив  Кайл Едмунд
- Рейллі Опелка → його замінив  Таро Даніель
- Люка Пуй → його замінив  Стів Джонсон
- Джордан Томпсон → його замінив  Алекс Болт

### Завершили кар'єру
- Нік Киріос

## Учасники основної сітки в парному розряді

### Сіяні
| Країна    | Гравець               | Країна    | Гравець          | Рейтинг1 | Сіяний |
| --------- | --------------------- | --------- | ---------------- | -------- | ------ |
| Колумбія  | Хуан Себастьян Кабаль | Колумбія  | Роберт Фара      | 3        | 1      |
| Польща    | Лукаш Кубот           | Бразилія  | Марсело Мело     | 17       | 2      |
| Іспанія   | Марсель Гранольєрс    | Аргентина | Орасіо Себальйос | 22       | 3      |
| Австралія | Макс Перселл          | Австралія | Люк Савіль       | 79       | 4      |

- 1 Рейтинг подано станом на 17 лютого 2020.

### Інші учасники
Нижче наведено пари, які отримали вайлдкард на участь в основній сітці:
- Фелісіано Лопес /  Марк Лопес
- Александр Зверєв /  Міша Зверєв

Нижче наведено пари, що пробились в основну сітку через стадію кваліфікації:
- Ніколас Монро /  Jackson Withrow

Пари, що потрапили в основну сітку як щасливі лузери:
- Luis David Martínez /  Мігель Ангел Реєс-Варела

### Знялись з турніру
До початку турніру
- Джордан Томпсон

Під час турніру
- Тейлор Фріц

## Учасниці основної сітки в рамках жіночого турніру

### Сіяні пари
| Країна          | Гравчиня      | Рейтинг1 | Сіяна |
| --------------- | ------------- | -------- | ----- |
| США             | Слоун Стівенс | 34       | 1     |
| КНР             | Ван Яфань     | 57       | 2     |
| Чехія           | Марія Бузкова | 60       | 3     |
| США             | Лорен Девіс   | 62       | 4     |
| США             | Вінус Вільямс | 66       | 5     |
| КНР             | Чжу Лінь      | 69       | 6     |
| Велика Британія | Гезер Вотсон  | 74       | 7     |
| Японія          | Нао Хібіно    | 75       | 8     |

- 1 Рейтинг подано станом на 17 лютого 2020.

### Інші учасниці
Нижче наведено учасниць, які отримали вайлд-кард на участь в основній сітці:
- Katie Volynets
- Вінус Вільямс
- Рената Сарасуа

Гравчині, що потрапили в основну сітку, використавши захищений рейтинг:
- Катерина Бондаренко
- Кейті Баултер
- Шелбі Роджерс
- Анна Кароліна Шмідлова
- Коко Вандевей

Нижче наведено гравчинь, які пробились в основну сітку через стадію кваліфікації:
- Юс'ю Мейтейн Арконада
- Каролін Доулгайд
- Сара Еррані
- Лейла Енні Фернандес
- Кайя Юван
- Ван Сю

Як щасливий лузер в основну сітку потрапили такі гравчині:
- Франсеска Ді Лорензо

### Знялись з турніру
До початку турніру
- Фіона Ферро → її замінила  Гезер Вотсон
- Медісон Кіз → її замінила  Франсеска Ді Лорензо
- Катерина Козлова → її замінила  Нао Хібіно
- Ребекка Петерсон → її замінила  Коко Вандевей

## Учасниці основної сітки в парному розряді

### Сіяні пари
| Країна    | Гравчиня              | Країна    | Гравчиня            | Рейтинг1 | Сіяна |
| --------- | --------------------- | --------- | ------------------- | -------- | ----- |
| Іспанія   | Георгіна Гарсія Перес | Іспанія   | Сара Соррібес Тормо | 115      | 1     |
| США       | Дезіре Кравчик        | Мексика   | Джуліана Ольмос     | 123      | 2     |
| Австралія | Еллен Перес           | Австралія | Сторм Сендерз       | 131      | 3     |
| Австралія | Монік Адамчак         | США       | Марія Санчес        | 152      | 4     |

- 1 Рейтинг подано станом на 17 лютого 2020.

### Інші учасниці
Нижче наведено пари, які отримали вайлдкард на участь в основній сітці:
- Сара Еррані /  Даніела Сегель
- Марсела Сакаріас /  Рената Сарасуа

Наведені нижче пари отримали місце як заміна:
- Аранча Рус /  Тамара Зіданшек

### Знялись з турніру
До початку турніру
- Рената Сарасуа (втома)

До початку турніру
- Сара Еррані (left lower leg injury)

## Переможці та фіналісти

### Чоловіки. Одиночний розряд
- Рафаель Надаль —  Тейлор Фріц, 6–3, 6–2

### Одиночний розряд. Жінки
- Гезер Вотсон —  Лейла Енні Фернандес, 6–4, 6–7(8–10), 6–1

### Парний розряд. Чоловіки
- Лукаш Кубот /  Марсело Мело —  Хуан Себастьян Кабаль /  Роберт Фара, 7–6(8–6), 6–7(4–7), [11–9]

### Парний розряд. Жінки
- Дезіре Кравчик /  Джуліана Ольмос —  Катерина Бондаренко /  Шерон Фічмен, 6–3, 7–6(7–5)